# Щелкун точечный
Щелкун точечный (лат. Lacon punctatus) — вид щелкунов из подсемейства Agrypninae

## Распространение
Встречается в Южной Европе. На территории бывшего СССР распространён на юге европейской части, в Крыму и на Кавказе.

## Описание

### Личинки
Личинки длиной до 32 мм. Вырезка каудального сегмента не шире или же немного шире толщины урогомф. Пластинка назале слабо выражена и зубцы назале имеют общее основание.

## Экология и местообитания
Проволочник — хищник, и питается куколками лептуры красной (Stictoleptura rubra).

## Галерея
- Прыгательный механизм точечного щелкуна
- Нижняя сторона точечного щелкуна
- Боковая сторона точечного щелкуна
- Лоб точечного щелкуна